# Clásicas de las Ardenas
Las Clásicas de las Ardenas (también conocidas como la Trilogía de las Ardenas o el Tríptico de las Ardenas) son tres carreras ciclistas que se disputan cada año en el mes de abril en la región de las Ardenas: Amstel Gold Race, Flecha Valona y Lieja-Bastoña-Lieja. Las tres clásicas, de reconocido prestigio y tradición, se disputan en ese orden en una misma semana.

## Orden de realización
| Carrera                                    | País         | Fecha                     | Ganador(es) en más ocasiones | Victorias |
| ------------------------------------------ | ------------ | ------------------------- | ---------------------------- | --------- |
| Amstel Gold Race (Amstel Gold Race)        | Países Bajos | Tercer domingo de abril   | Jan Raas                     | 5         |
| Flecha Valona (Flèche Wallonne)            | Bélgica      | Tercer miércoles de abril | Alejandro Valverde           | 5         |
| Lieja-Bastoña-Lieja (Liège-Bastogne-Liège) | Bélgica      | Cuarto domingo de abril   | Eddy Merckx                  | 5         |

## Palmarés

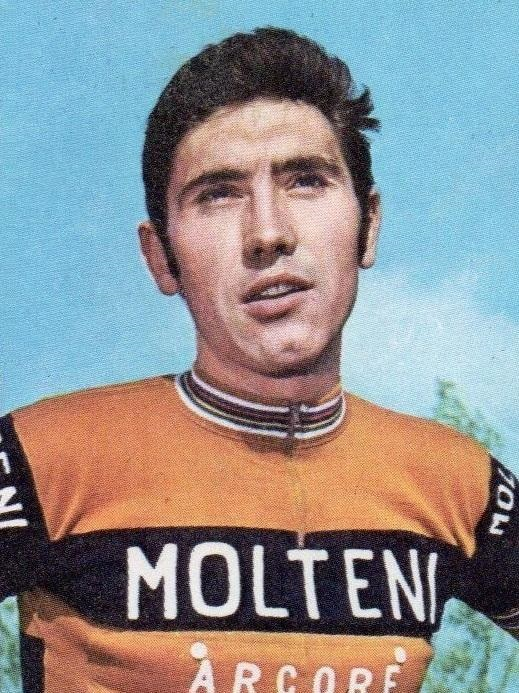
Eddy Merckx ganó un récord de 10 clásicos de las Ardenas.

| Año       | Amstel Gold Race      | Flecha Valona                   | Lieja-Bastoña-Lieja |
| --------- | --------------------- | ------------------------------- | ------------------- |
| 1892      |                       |                                 | Léon Houa           |
| 1893      | Léon Houa             |                                 |                     |
| 1894      | Léon Houa             |                                 |                     |
| 1895-1907 | No disputadas         |                                 |                     |
| 1908      | André Trousselier     |                                 |                     |
| 1909      | Victor Fastre         |                                 |                     |
| 1910      | No disputada          |                                 |                     |
| 1911      | Joseph Van Daele      |                                 |                     |
| 1912      | Omer Verschoore       |                                 |                     |
| 1913      | Maurits Moritz        |                                 |                     |
| 1914-1918 | Suspendidas           |                                 |                     |
| 1919      | Léon Devos            |                                 |                     |
| 1920      | Léon Scieur           |                                 |                     |
| 1921      | Louis Mottiat         |                                 |                     |
| 1922      | Louis Mottiat         |                                 |                     |
| 1923      | René Vermandel        |                                 |                     |
| 1924      | René Vermandel        |                                 |                     |
| 1925      | George Ronsse         |                                 |                     |
| 1926      | Dieudonne Smets       |                                 |                     |
| 192       | Maurice Raes          |                                 |                     |
| 1928      | Ernest Mottard        |                                 |                     |
| 1929      | Alfons Schepers       |                                 |                     |
| 1930      | Hermann Buse          |                                 |                     |
| 1931      | Alfons Schepers       |                                 |                     |
| 1932      | Marcel Houyoux        |                                 |                     |
| 1933      | François Gardier      |                                 |                     |
| 1934      | Theo Herckenrath      |                                 |                     |
| 1935      | Alfons Schepers       |                                 |                     |
| 1936      | Philémon De Meersman  | Albert Beckaert                 |                     |
| 1937      | Adolf Braeckeveldt    | Éloi Meulenberg                 |                     |
| 1938      | Émile Masson          | Alphons Deloor                  |                     |
| 1939      | Edmond Delathouwer    | Albert Ritserveldt              |                     |
| 1940      | Suspendida            | Suspendidas                     |                     |
| 1941      | Sylvain Grysolle      | Suspendidas                     |                     |
| 1942      | Karel Thijs           | Suspendidas                     |                     |
| 1943      | Marcel Kint           | Richard Depoorter               |                     |
| 1944      | Marcel Kint           | Suspendida                      |                     |
| 1945      | Marcel Kint           | Jean Engels                     |                     |
| 1946      | Désiré Keteleer       | Prosper Depredomme              |                     |
| 1947      | Ernest Sterckx        | Richard Depoorter               |                     |
| 1948      | Fermo Camellini       | Maurice Mollin                  |                     |
| 1949      | Rik Van Steenbergen   | Camille Danguillaume            |                     |
| 1950      | Fausto Coppi          | Prosper Depredomme              |                     |
| 1951      | Ferdi Kübler          | Ferdi Kübler                    |                     |
| 1952      | Ferdi Kübler          | Ferdi Kübler                    |                     |
| 1953      | Stan Ockers           | Alois De Hertog                 |                     |
| 1954      | Germain Derycke       | Marcel Ernzer                   |                     |
| 1955      | Stan Ockers           | Stan Ockers                     |                     |
| 1956      | Richard Van Genechten | Fred De Bruyne                  |                     |
| 1957      | Raymond Impanis       | Frans Schoubben Germain Derycke |                     |
| 1958      | Rik Van Steenbergen   | Fred De Bruyne                  |                     |
| 1959      | Jos Hoevenaars        | Fred De Bruyne                  |                     |
| 1960      | Pino Cerami           | Rik Van Looy                    |                     |
| 1961      | Willy Vannitsen       | Rik Van Looy                    |                     |
| 1962      | Henri De Wolf         | Jef Planckaert                  |                     |
| 1963      | Raymond Poulidor      | Frans Melckenbeeck              |                     |
| 1964      | Gilbert Desmet        | Willy Bocklant                  |                     |
| 1965      | Roberto Poggiali      | Carmine Preziosi                |                     |
| 1966      | Jean Stablinski       | Michele Dancelli                | Jacques Anquetil    |
| 1967      | Arie Den Hartog       | Eddy Merckx                     | Walter Godefroot    |
| 1968      | Harry Steevens        | Rik Van Looy                    | Valere Van Sweevelt |
| 1969      | Guido Reybrouck       | Jos Huysmans                    | Eddy Merckx         |
| 1970      | Georges Pintens       | Eddy Merckx                     | Roger De Vlaeminck  |
| 1971      | Frans Verbeeck        | Roger De Vlaeminck              | Eddy Merckx         |
| 1972      | Walter Planckaert     | Eddy Merckx                     | Eddy Merckx         |
| 1973      | Eddy Merckx           | André Dierickx                  | Eddy Merckx         |
| 1974      | Gerrie Knetemann      | Frans Verbeeck                  | Georges Pintens     |
| 1975      | Eddy Merckx           | André Dierickx                  | Eddy Merckx         |
| 1976      | Freddy Maertens       | Joop Zoetemelk                  | Joseph Bruyère      |
| 1977      | Jan Raas              | Francesco Moser                 | Bernard Hinault     |
| 1978      | Jan Raas              | Michel Laurent                  | Joseph Bruyère      |
| 1979      | Jan Raas              | Bernard Hinault                 | Dietrich Thurau     |
| 1980      | Jan Raas              | Giuseppe Saronni                | Bernard Hinault     |
| 1981      | Bernard Hinault       | Daniel Willems                  | Josef Fuchs         |
| 1982      | Jan Raas              | Mario Beccia                    | Silvano Contini     |
| 1983      | Phil Anderson         | Bernard Hinault                 | Steven Rooks        |
| 1984      | Jacques Hanegraaf     | Kim Andersen                    | Sean Kelly          |
| 1985      | Gerrie Knetemann      | Claude Criquielion              | Moreno Argentin     |
| 1986      | Steven Rooks          | Laurent Fignon                  | Moreno Argentin     |
| 1987      | Joop Zoetemelk        | Jean-Claude Leclercq            | Moreno Argentin     |
| 1988      | Jelle Nijdam          | Rolf Gölz                       | Adri van der Poel   |
| 1989      | Eric Van Lancker      | Claude Criquielion              | Sean Kelly          |
| 1990      | Adri van der Poel     | Moreno Argentin                 | Eric Van Lancker    |
| 1991      | Frans Maassen         | Moreno Argentin                 | Moreno Argentin     |
| 1992      | Olaf Ludwig           | Giorgio Furlan                  | Dirk De Wolf        |
| 1993      | Rolf Jaermann         | Maurizio Fondriest              | Rolf Sørensen       |
| 1994      | Johan Museeuw         | Moreno Argentin                 | Yevgeni Berzin      |
| 1995      | Mauro Gianetti        | Laurent Jalabert                | Mauro Gianetti      |
| 1996      | Stefano Zanini        | Lance Armstrong                 | Pascal Richard      |
| 1997      | Bjarne Riis           | Laurent Jalabert                | Michele Bartoli     |
| 1998      | Rolf Jaermann         | Bo Hamburger                    | Michele Bartoli     |
| 1999      | Michael Boogerd       | Michele Bartoli                 | Frank Vandenbroucke |
| 2000      | Erik Zabel            | Francesco Casagrande            | Paolo Bettini       |
| 2001      | Erik Dekker           | Rik Verbrugghe                  | Oscar Camenzind     |
| 2002      | Michele Bartoli       | Mario Aerts                     | Paolo Bettini       |
| 2003      | Aleksandr Vinokúrov   | Igor Astarloa                   | Tyler Hamilton      |
| 2004      | Davide Rebellin       | Davide Rebellin                 | Davide Rebellin     |
| 2005      | Danilo Di Luca        | Danilo Di Luca                  | Aleksandr Vinokúrov |
| 2006      | Fränk Schleck         | Alejandro Valverde              | Alejandro Valverde  |
| 2007      | Stefan Schumacher     | Davide Rebellin                 | Danilo Di Luca      |
| 2008      | Damiano Cunego        | Kim Kirchen                     | Alejandro Valverde  |
| 2009      | Serguei Ivanov        | Davide Rebellin                 | Andy Schleck        |
| 2010      | Philippe Gilbert      | Cadel Evans                     | Aleksandr Vinokúrov |
| 2011      | Philippe Gilbert      | Philippe Gilbert                | Philippe Gilbert    |
| 2012      | Enrico Gasparotto     | Joaquim Rodríguez               | Maxim Iglinskiy     |
| 2013      | Roman Kreuziger       | Daniel Moreno                   | Daniel Martin       |
| 2014      | Philippe Gilbert      | Alejandro Valverde              | Simon Gerrans       |
| 2015      | Michał Kwiatkowski    | Alejandro Valverde              | Alejandro Valverde  |
| 2016      | Enrico Gasparotto     | Alejandro Valverde              | Wout Poels          |
| 2017      | Philippe Gilbert      | Alejandro Valverde              | Alejandro Valverde  |
| 2018      | Michael Valgren       | Julian Alaphilippe              | Bob Jungels         |
| 2019      | Mathieu van der Poel  | Julian Alaphilippe              | Jakob Fuglsang      |
| 2020      | Cancelada             | Marc Hirschi                    | Primož Roglič       |
| 2021      | Wout van Aert         | Julian Alaphilippe              | Tadej Pogačar       |
| 2022      | Michał Kwiatkowski    | Dylan Teuns                     | Remco Evenepoel     |
| 2023      | Tadej Pogačar         | Tadej Pogačar                   | Remco Evenepoel     |
| 2024      | Thomas Pidcock        | Stephen Williams                | Tadej Pogačar       |
| 2025      | Mattias Skjelmose     | Tadej Pogačar                   | Tadej Pogačar       |

## Más victorias
Los únicos ciclistas que han conseguido ganar las tres clásicas de las Ardenas son:
| Ciclista         | Primera Victoria | Última Victoria | AGR | FV | L-B-L | Total |
| ---------------- | ---------------- | --------------- | --- | -- | ----- | ----- |
| Eddy Merckx      | 1967             | 1975            | 2   | 3  | 5     | 10    |
| Philippe Gilbert | 2010             | 2017            | 4   | 1  | 1     | 6     |
| Tadej Pogačar    | 2021             | 2025            | 1   | 2  | 3     | 6     |
| Bernard Hinault  | 1977             | 1983            | 1   | 2  | 2     | 5     |
| Davide Rebellin  | 2004             | 2009            | 1   | 3  | 1     | 5     |
| Michele Bartoli  | 1997             | 2002            | 1   | 1  | 2     | 4     |
| Danilo Di Luca   | 2005             | 2007            | 1   | 1  | 1     | 3     |

Los ciclistas que lograron imponerse en más Clásicas de las Ardenas:
| Ciclista            | Primera Victoria | Última Victoria | AGR | FV | L-B-L | Total |
| ------------------- | ---------------- | --------------- | --- | -- | ----- | ----- |
| Eddy Merckx         | 1967             | 1975            | 2   | 3  | 5     | 10    |
| Alejandro Valverde  | 2006             | 2017            | 0   | 5  | 4     | 9     |
| Moreno Argentin     | 1985             | 1994            | 0   | 3  | 4     | 7     |
| Philippe Gilbert    | 2010             | 2017            | 4   | 1  | 1     | 6     |
| Tadej Pogačar       | 2021             | 2025            | 1   | 2  | 3     | 6     |
| Jan Raas            | 1977             | 1982            | 5   | 0  | 0     | 5     |
| Bernard Hinault     | 1977             | 1983            | 1   | 2  | 2     | 5     |
| Davide Rebellin     | 2004             | 2009            | 1   | 3  | 1     | 5     |
| Ferdinand Kübler    | 1951             | 1952            | 0   | 2  | 2     | 4     |
| Michele Bartoli     | 1997             | 2002            | 1   | 1  | 2     | 4     |
| Léon Houa           | 1892             | 1894            | 0   | 0  | 3     | 3     |
| Alphonse Schepers   | 1929             | 1935            | 0   | 0  | 3     | 3     |
| Marcel Kint         | 1943             | 1945            | 0   | 3  | 0     | 3     |
| Stan Ockers         | 1953             | 1955            | 0   | 2  | 1     | 3     |
| Fred De Bruyne      | 1956             | 1959            | 0   | 0  | 3     | 3     |
| Danilo Di Luca      | 2005             | 2007            | 1   | 1  | 1     | 3     |
| Aleksandr Vinokúrov | 2003             | 2010            | 1   | 0  | 2     | 3     |
| Julian Alaphilippe  | 2018             | 2021            | 0   | 3  | 0     | 3     |

- Ocho corredores han conseguido el fin de semana ardenés (doblete Flecha Valona-Lieja-Bastoña-Lieja): Ferdi Kubler (1951, 1952), Stan Ockers (1955), Eddy Merckx (1972), Moreno Argentin (1991), Davide Rebellin (2004), Alejandro Valverde (2006, 2015, 2017), Philippe Gilbert (2011) y Tadej Pogačar (2025). En el caso de los dos primeros fue un fin de semana real, mientras que los restantes lo hicieron en el plazo de los cuatro días que separan en la actualidad ambas pruebas.

- Por su parte, en 2004 el italiano Davide Rebellin llevó a cabo un inédito triplete, pues al fin de semana ardenés añadió la Amstel Gold Race, ganando las tres pruebas consecutivas. Esta triplete fue igualado en 2011 por el belga Philippe Gilbert.[3]

## Palmarés por países
| País            | Primera Victoria | Última Victoria | AGR | FV | L-B-L | Total |
| --------------- | ---------------- | --------------- | --- | -- | ----- | ----- |
| Bélgica         | 1892             | 2023            | 14  | 39 | 61    | 114   |
| Italia          | 1948             | 2016            | 7   | 18 | 12    | 37    |
| Países Bajos    | 1960             | 2019            | 18  | 1  | 4     | 23    |
| Francia         | 1908             | 2021            | 2   | 11 | 5     | 18    |
| España          | 2003             | 2017            | 0   | 8  | 4     | 12    |
| Suiza           | 1951             | 2020            | 3   | 3  | 6     | 12    |
| Dinamarca       | 1984             | 2025            | 3   | 2  | 2     | 7     |
| Eslovenia       | 2020             | 2025            | 1   | 2  | 4     | 7     |
| Alemania        | 1930             | 2007            | 3   | 1  | 2     | 6     |
| Luxemburgo      | 1954             | 2018            | 1   | 1  | 3     | 5     |
| Kazajistán      | 2003             | 2012            | 1   | 0  | 3     | 4     |
| Irlanda         | 1984             | 2013            | 0   | 0  | 3     | 3     |
| Australia       | 1983             | 2014            | 1   | 1  | 1     | 3     |
| Estados Unidos  | 1996             | 2003            | 0   | 1  | 1     | 2     |
| Rusia           | 1994             | 2009            | 1   | 0  | 1     | 2     |
| Reino Unido     | 2024             | 2024            | 1   | 1  | 0     | 2     |
| Polonia         | 2015             | 2022            | 2   | 0  | 0     | 2     |
| República Checa | 2013             | 2013            | 1   | 0  | 0     | 1     |

## Carreras femeninas

### Palmarés
| Año  | Amstel Gold Race     | Flecha Valona          | Lieja-Bastoña-Lieja  |
| ---- | -------------------- | ---------------------- | -------------------- |
| 1998 |                      | Fabiana Luperini       |                      |
| 1999 | Hanka Kupfernagel    |                        |                      |
| 2000 | Geneviève Jeanson    |                        |                      |
| 2001 | Debby Mansveld       | Fabiana Luperini       |                      |
| 2002 | Leontien van Moorsel | Fabiana Luperini       |                      |
| 2003 | Nicole Cooke         | Nicole Cooke           |                      |
| 2004 | No disputadas        | Sonia Huguet           |                      |
| 2005 | No disputadas        | Nicole Cooke           |                      |
| 2006 | No disputadas        | Nicole Cooke           |                      |
| 2007 | No disputadas        | Marianne Vos           |                      |
| 2008 | No disputadas        | Marianne Vos           |                      |
| 2009 | No disputadas        | Marianne Vos           |                      |
| 2010 | No disputadas        | Emma Pooley            |                      |
| 2011 | No disputadas        | Marianne Vos           |                      |
| 2012 | No disputadas        | Evelyn Stevens         |                      |
| 2013 | No disputadas        | Marianne Vos           |                      |
| 2014 | No disputadas        | Pauline Ferrand-Prévot |                      |
| 2015 | No disputadas        | Anna van der Breggen   |                      |
| 2016 | No disputadas        | Anna van der Breggen   |                      |
| 2017 | Anna van der Breggen | Anna van der Breggen   | Anna van der Breggen |
| 2018 | Chantal Blaak        | Anna van der Breggen   | Anna van der Breggen |
| 2019 | Katarzyna Niewiadoma | Anna van der Breggen   | Annemiek van Vleuten |
| 2020 | no disputada         | Anna van der Breggen   | Elizabeth Deignan    |
| 2021 | Marianne Vos         | Anna van der Breggen   | Demi Vollering       |
| 2022 | Marta Cavalli        | Marta Cavalli          | Annemiek van Vleuten |
| 2023 | Demi Vollering       | Demi Vollering         | Demi Vollering       |
| 2024 | Marianne Vos         | Katarzyna Niewiadoma   | Grace Brown          |
| 2024 | Mischa Bredewold     | Puck Pieterse          | Kimberley Le Court   |

### Más victorias
| Ciclista             | Primera Victoria | Última Victoria | AGR | FV | L-B-L | Total |
| -------------------- | ---------------- | --------------- | --- | -- | ----- | ----- |
| Anna van der Breggen | 2015             | 2018            | 1   | 7  | 2     | 10    |
| Marianne Vos         | 2007             | 2024            | 2   | 5  | 0     | 7     |
| Nicole Cooke         | 2003             | 2006            | 1   | 3  | 0     | 4     |
| Demi Vollering       | 2021             | 2023            | 1   | 1  | 2     | 4     |
| Fabiana Luperini     | 2003             | 2006            | 0   | 3  | 0     | 3     |

- Solamente Anna van der Breggen en 2017 y Demi Vollering en 2023 consiguieron ganar las tres clásicas el mismo año.